# Chaleur Humaine
Chaleur Humaine è l'album in studio di debutto della cantautrice francese Christine and the Queens, pubblicato il 2 giugno 2014 in Francia e il 26 febbraio 2016 in Regno Unito, attraverso una riedizione conosciuta fuori dall'Europa con il titolo di Christine and the Queens.

## Storia
Il primo progetto musicale di Héloïse Letissier è stato prodotto interamente dalla cantante stessa, che ha curato anche la stesura della maggior parte dei testi (vengono esclusi soltanto Paradis Perdus e No Harm Is Done). La versione francese dell'album contiene ben 11 tracce, mentre la versione inglese ne contiene 12, tra cui due collaborazioni: una con il cantante Perfume Genius e una con Tunji Ige. Lo stile musicale dell'album è concentrato principalmente sulla indie pop, con sfumature che vanno dall'alternative R&B alla pop sperimentale, alla chillwave e alla synthpop.
Il primo singolo estratto dall'album è stato Nuit 17 à 52, traccia contenuta inoltre nell'omonimo EP pubblicato nel 2013. La canzone, rilasciata sotto forma di download digitale, debutta alla posizione numero 75 in territorio francese e alla posizione numero 61 nelle Fiandre, in Belgio. Successivamente, come secondo singolo estratto dall'album, viene rilasciata il 14 aprile 2014 Saint Claude, attualmente il secondo singolo di maggior successo della cantante. Saint Claude si posiziona quarta in Francia e ottava in Vallonia, conquistando inoltre la Top 60 in Svizzera e nelle Fiandre. Christine è il terzo singolo estratto dall'album ed è la canzone di maggior prestigio internazionale della Letissier, posizionandosi in prima posizione in tutto il Belgio e in Francia. La versione inglese della canzone, intitolata Tilted, ha ottenuto critiche eccellenti nel Regno Unito, Irlanda, Australia e Nuova Zelanda, tanto da conquistare la top 15 nella classifica irlandese Irish Albums Chart, la top 20 in Scozia e la top 25 nella Official Singles Chart. Tilted inoltre è stata nominata come la seconda miglior canzone dell'anno da Time, e la versione francese ha ottenuto due dischi di platino dalla "[Belgian Entertainment Association (BEA)" per le oltre 40.000 copie vendute.
Ultimo singolo estrapolato da Chaleur Humaine è Paradis Perdus, reinterpretazione della canzone omonima scritta negli anni '70 dal cantante Christophe e dal compositore Jean-Michel Jarre. Paradis Perdus debutta alla posizione numero 19 della classifica francese dei singoli.
Dalla versione inglese invece vengono estratte le due collaborazioni: No Harm Is Done (in collaborazione con Tunji Ige) e Jonathan (in collaborazione con Perfume Genius).
Dalla data di pubblicazione fino al settembre del 2016, Chaleur Humaine ha venduto un milione di copie, di cui oltre 645.000 solo in Francia, conquistando il disco di diamante dalla Syndicat national de l'édition phonographique e circa 230.000 nel Regno Unito. La versione inglese ha ottenuto grandissimi riscontri commerciali e di critica dopo l'esibizione della cantante al Glastonbury Festival nel 2016, che le ha permesso di posizionare, dopo diverse settimane in classifica, l'album alla posizione numero 2 nella Official Albums Chart e in cima alla classifica irlandese. Nel Regno Unito, l'album ha fino ad ora ottenuto una certificazione d'oro dalla British Phonographic Industry per le 100.000 copie certificate vendute.

## Tema ed influenze
Molte canzoni contenute nell'album sono ispirate a storie realmente accadute. Ad esempio, Saint Claude è stata scritta dopo che Christine ha assistito da un bus, che si trovava a passare proprio dall'omonima cittadina francese, un rimprovero nei confronti di un uomo tatuato. Dopo l'accaduto, la cantante è scesa in quella stazione, che le ha dato l'ispirazione per la stesura del testo.
Nuit 17 à 52 nasce invece una notte dal nulla, inaspettatamente, e racconta le notti memorabili di un amore ormai perduto, di notti gara o di notti terribili, il tutto accompagnato da una falsa melodia classica.
Paradis Perdus è una rivisitazione della canzone francese scritta da Christophe e da Jean-Michel Jarre, al cui testo sono state però inserite delle parole provenienti da Heartless, canzone del rapper Kanye West.
Altra tematica del progetto è quella del saper trovare la bellezza nella bellezza, che è presente in brani come Ugly Pretty. Questa è cara a Klaus Nomi, una delle principali influenze artistiche della cantante. Tutte le composizioni hanno la particolare caratteristica di esser cantante per metà in inglese e per metà in francese, mentre nella traccia Science Fiction sono anche presenti parole in italiano. Soltanto la canzone omonima dell'album è stata scritta ed interpretata interamente in lingua madre, ovvero il francese.

## Accoglienza
| Recensione         | Giudizio |
| ------------------ | -------- |
| Billboard          |          |
| The Guardian       |          |
| Les Inrockuptibles |          |
| La Presse          |          |
| Mojo               |          |
| Metacritic         | 85/100   |
| The Observer       |          |
| Pitchfork          | 8/10     |
| Q                  |          |
| Spin               | 8/10     |
| Uncut              |          |

Ottenendo un punteggio di 85/100 da Metacritic, l'album è stato enormemente acclamato dalla critica francese e internazionale. Il sito francese Les Inrockuptibles definisce l'album «accattivante, audace ed eccitante, unisce maestria nella composizione letteraria a musica elettronica e R&B egregiamente composta», dandogli un punteggio pari 4.5 stelle su 5. The Guardian, descrivendo Christine and the Queens l'antidoto contro il conservatorismo e la commercialità del pop dei nostri giorni, ha conferito all'album 5 stelle su 5.

### Riconoscimenti
| Organizzazione  | Nomination                   | Anno | Posizione |
| --------------- | ---------------------------- | ---- | --------- |
| The Independent | Migliori album del 2016      | 2016 | 20        |
| Mojo            | I migliori 50 album del 2016 | 2016 | 46        |
| NME             | Gli album del 2016 di NME    | 2016 | 3         |
| Rough Trade     | Album dell'anno              | 2016 | 16        |

## Tracce
Tutte le canzoni sono state scritte e prodotte dalla stessa Christine and the Queens, fatta eccezione per Paradis Perdus e No Harm Is Done.
Versione francese (Chaleur Humaine)
1. iT – 3:38
2. Saint Claude – 3:59
3. Christine – 3:54
4. Science Fiction - 3:39
5. Paradis perdus (Christophe, Jean Michel Jarre) – 3:35
6. Half Ladies – 4:18
7. Chaleur Humaine – 3:57
8. Narcissus Is Back – 3:28
9. Ugly-Pretty – 3:25
10. Nuit 17 à 52 – 4:22
11. Here – 4:27

Versione inglese (Christine and the Queens in Oceania e America, Chaleur Humaine in Irlanda e UK)
1. iT – 3:38
2. Saint Claude – 4:01
3. Tilted – 3:53
4. No Harm Is Done (featuring Tunji Ige) (Noah Breakfast, Tunji Ige, Letissier)- 3:30
5. Science Fiction - 3:38
6. Paradis Perdus (Christophe, Jean Michel Jarre) – 3:35
7. Half Ladies – 4:18
8. Jonathan (featuring Perfume Genius) – 3:24
9. Narcissus Is Back – 3:28
10. Safe and Holy – 4:07
11. Night 52 – 4:21
12. Here - 4:27

## Classifiche
| Classifiche (2014–16)     | Posizione massima |
| ------------------------- | ----------------- |
| Australia                 | 8                 |
| Belgio (Fiandre)          | 5                 |
| Belgio (Vallonia)         | 1                 |
| Francia                   | 2                 |
| Irlanda                   | 1                 |
| Nuova Zelanda             | 8                 |
| Paesi Bassi               | 25                |
| Regno Unito               | 2                 |
| Regno Unito (download)    | 2                 |
| Regno Unito (physical)    | 2                 |
| Regno Unito (independent) | 1                 |
| Scozia                    | 2                 |
| Svizzera                  | 7                 |

### Classifiche di fine anno
| Classifica (2014) | Posizione massima |
| ----------------- | ----------------- |
| Belgio (Vallonia) | 46                |
| Francia           | 23                |
| Classifica (2015) | Posizione massima |
| Belgio (Fiandre)  | 7                 |
| Belgio (Vallonia) | 5                 |
| Francia           | 5                 |
| Svizzera          | 18                |
| Classifica (2016) | Posizione massima |
| Belgio (Fiandre)  | 95                |
| Belgio (Vallonia) | 58                |
| Regno Unito       | 33                |